# ロロペニの遺跡群
ロロペニの遺跡群は、ブルキナファソ南部のポニ県にある世界遺産登録物件である。主に巨大な石の壁から成り立っており、2009年にブルキナファソ初の世界遺産として登録された。

## 概要
この遺跡は、ロロペニの町の北西約2 km に存在している。近隣には類似の石造遺跡群が多く存在しているが、ロロペニの遺跡は規模と保存状態の両面で傑出している。
11320m2 の登録範囲は、高さ6 m の長大な外壁と、仕切りの役割を果たした内壁の遺跡、および敷地内の建造物の痕跡によって構成されている。
この遺跡は放射性炭素年代測定の結果、少なくとも西暦11世紀以前まで遡ると考えられている。黄金の採掘と交易に関連して建てられた施設と推測されており、手がけたのはロロン人（Lohron）もしくはクランゴ人（Koulango）と考えられている。
現在、この遺跡はブルキナファソの観光文化省が管理している。

## 登録経緯
ロロペニの遺跡群は、1996年にユネスコの世界遺産暫定リストに掲載された。その後、2004年に世界遺産基金からの支援を受け、2年後の世界遺産委員会で審査されたが、そのときの決議は「情報照会」であった。2007年に世界遺産基金から再度の支援を受け、2009年の第33回世界遺産委員会で再審議された結果、世界遺産リストへの正式登録が認められた。

## 登録基準
この世界遺産は世界遺産登録基準のうち、以下の条件を満たし、登録された（以下の基準は世界遺産センター公表の登録基準からの翻訳、引用である）。
- (3) 現存するまたは消滅した文化的伝統または文明の、唯一のまたは少なくとも稀な証拠。

ブルキナファソ当局は基準（2）と（4）に該当する物件として推薦していたが、ICOMOSからはその基準での「顕著で普遍的な価値」は認められなかった。
しかし、ICOMOSは（3）については、この遺跡が規模と範囲の点で他の類似する遺跡群と明確に異なった価値を持ち、なおかつ黄金の取引を促した西アフリカの関連施設群の中でも、特に保存状態が良いことをもって、該当するものと認めた。